# 安娜貝爾娃娃
安娜貝爾（英語：Annabelle）是一個拉基迪·安娃娃，美國靈異現象調查者華倫夫婦將其認定為詛咒娃娃。娃娃目前位於康乃狄克州門羅，被安置在華倫夫婦的靈異博物館中的玻璃櫃內。在傑拉爾德·伯托（Gerald Brittle）所著的華倫夫婦傳記《The Demonologist》（2002年）中也有描述安娜貝爾娃娃的故事。安娜貝爾娃娃常被拿來和另一個知名鬧鬼娃娃「羅伯特娃娃」相提並論。
根據華倫夫婦所言，美國一位讀護理的學生唐娜·詹寧斯（Donna Jennings）於1968年取得了這個娃娃，據說這個娃娃有一些怪異舉動。有位靈媒告訴唐娜，娃娃體內寄宿著一名叫「安娜貝爾」的死去女孩的靈魂。知道這點後，唐娜和她的室友試圖要接納這個娃娃，但娃娃卻做出了一些駭人的惡意行為。此時，唐娜和她的室友決定要求助於華倫夫婦，前來了解案情的華倫夫婦稱這個娃娃已被邪靈附身，並將娃娃搬移到自家的博物館中。
娃娃的故事成為了電影《厲陰宅》（2013年）開場場景的靈感，之後更被改編為系列電影《安娜貝爾》（2014年）、《安娜貝爾：造孽》（2017年）和《安娜貝爾回家囉》（2019年）。電影中娃娃的形象也曾短暫出現在電影《厲陰宅2》（2016年）、《水行俠》（2018年）和《沙贊！》（2019年）的場景中。
德克薩斯州立大學宗教學助理教授約瑟夫·雷考克（Joseph Laycock）表示，大多數懷疑論者都將華倫夫婦的博物館視為「一個充滿了現成的萬聖節垃圾的地方，有著娃娃、玩具和書籍等你可以在任何一家書店買到的東西」而不予理會。雷考克將安娜貝爾的傳說視為一個「研究流行文化和超自然民俗間互動關係的有趣案例」，並推測在《鬼娃恰吉》系列電影、《靈異殺星》（1991年）和《厲陰宅》等流行文化中出現的邪靈娃娃（demonic doll）可能源自羅伯特娃娃的傳說和影集《陰陽魔界》中的其中一集〈活娃娃〉（1963年）。雷考克認為，邪靈娃娃的概念讓惡魔學家們能夠從最平凡、最居家的地方找到與超自然邪靈有關的聯繫。
科學作家莎朗·A·希爾曾於《厲陰宅》發表時公開評論過華倫夫婦的靈異博物館，希爾認為許多圍繞著華倫夫婦的虛構事物和傳說「看似是出自他們自己之手」，並提到有許多人「無法準確將（現實的）華倫夫婦和他們的好萊塢形象分割開來」。希爾批評那些使用聳動言詞來報導靈異博物館和安娜貝爾娃娃的新聞報導，她說：「就像現實中的艾德·華倫，現實中的安娜貝爾娃娃遠沒有（影視中的）那麼令人印象深刻。」針對艾德·華倫對安娜貝爾娃娃的主張，希爾表示：「除了艾德的說詞以外，我們對安娜貝爾及博物館中其他物品的歷史和起源一無所知。」

## 腳註
1. ↑  拉基迪·安是美國作家強尼·格魯爾（英语：Johnny Gruelle）創作的童書中所登場的一個娃娃角色，以其為外型的娃娃曾在20世紀初被大量生產。